# Damián Alcázar
Damián Alcázar (Jiquilpan, 8 de janeiro de 1953) é um ator mexicano, mais conhecido por sua atuação no filme The Chronicles of Narnia: Prince Caspian  e por sua interpretação de Gilberto Rodríguez Orejuela na série Narcos da Netflix.